# Ivan Hribovšek
Ivan Hribovšek, slovenski pesnik in filolog * 19. junij 1923, Radovljica, † 1945 (natančen kraj in čas smrti nista znana).

## Življenje
Rodil se je v urejeni kmečko-uradniški družini v Radovljici. Zgodnjo mladost je preživljal na kmetiji skupaj z mlajšima sestrama in bratom. Po osnovni šoli v Radovljici se je leta 1934 vpisal v Škofove zavode (danes Zavod sv. Stanislava), na Škofijsko klasično gimnazijo v Šentvidu. Leta 1936 mu je umrl oče. V gimnaziji je sodeloval pri dveh rokopisnih glasilih, Jutranji zarji in Domačih vajah. V okviru zavodskega kulturnega društva Palestra je predaval o Ivanu Cankarju, Simonu Jenku in slovenskem ekspresionizmu. Po šestem gimnazijskem razredu se je prepisal na klasično gimnazijo v Ljubljani in se je pridružil krogu Edvarda Kocbeka ter leta 1940 objavil prvi dve pesmi v njegovi reviji Dejanje.  
Leta 1941, ob nemški okupaciji Gorenjske, se je vrnil v Radovljico in se vključil v skupino krščanskih socialistov, ki so se pridružili OF. Leta 1941 je prevedel celotno  Sofoklejevo Antigono. Leta 1942 je bil urednik ilegalnega časopisa krščanskih socialistov z imenom Vogelni kamen, izšli sta dve številki. Šolanje je nadaljeval v  Beljaku, kjer je leta 1943 maturiral, istega leta je šel na  Dunaj študirat  klasično filologijo. Tam je pesniško ustvarjal in prevajal  antično klasiko, predvsem pesnika  Katula. 
Sodeloval je pri ilegalnem domovinskem glasilu Dunajske Domače vaje, pod vodstvom  Janeza Remica, skupaj z drugimi slovenskimi literati, ki so takrat študirali na  dunajski univerzi. Revija je zaradi vpoklica sodelavcev v vojsko usahnila, sam pa se je intenzivno posvetil urejanju svoje psevdonimne rokopisne pesniške zbirke. Tihi, zadržani in včasih depresivni pesnik se je več mesecev izogibal vpoklicu v vojsko z beganjem med Radovljico in Dunajem, decembra 1944 pa se je moral odločiti med Nemci, partizani ali domobranci in odločil se je za domobrance. 
Leta 1945 je bil dodeljen posadki na Brezjah, pozneje v Kamni Gorici. Posadka se je ob koncu vojne umaknila iz Kamne Gorice preko Ljubelja do Vetrinjskega polja, kjer je bil povišan v  častnika, domobrance pa so razorožili Angleži in jih predali Jugoslaviji. V zaporu v Teharjah se je sled za njim izgubila. Umrl je najverjetneje v povojnih pobojih v Teharjah ali na Kočevskem, čeprav se je med domobranci govorilo, da je iz zapora pobegnil nazaj na Koroško, se vračal v Jugoslavijo reševat svoje soborce in bil pri eni takih akcij ubit.

## Literarno delo
Njegovo ustvarjalno obdobje je bilo kratko, zato je gradiva zelo malo. Poleg tega je svoje pesniške osnutke sam uničeval. Ključno gradivo so njegova pisma in pesniški rokopisi, ki jih je skoraj v celoti izročil Anici Resman, prijateljici in nesojeni ljubici. Objavil je le 3 pesmi, in sicer leta 1939 v zadnji številki Domačih vaj pesem Kanal (kasneje preimenovana v Rast), leta 1940 v Dejanju 2 pesmi, Ura in Rast. 
Leta 1944, tik preden je šel v vojsko, je zbral svoje pesmi in uredil rokopisno pesniško zbirko Pesmi Marjana Gostiše. Maja 1944. Rokopis je izročil v varstvo Anici Resman, ki ga je uspela obvarovali pred uničenjem ali zaplembo. Leta 1965 je Anica rokopis zbirke poslala v Argentino k njegovi sestri in Tine Debeljak jo je izdal pod naslovom Pesem naj zapojem. V Sloveniji je bila tako kot druga emigrantska literatura na indeksu prepovedanih knjig in zato težko dostopna. Konec 60. let je Jože Javoršek, ki mu je pred vojno pomagal pri objavi pesmi v Dejanju, pri sorodnikih želel dobiti dovoljenje za natis njegovih pesmi, vendar ti iz strahu, »da bi Ivana ne prikazal takega, kot je bil«, in ker »v Sloveniji še niso dani pogoji za ponatis njegovih pesmi«, niso bili za to. Leta 1970 je bil sprejet v antologijo slovenskega pesništva Živi Orfej. Leta 1990 je v Sloveniji izšla zbirka njegovih Pesmi. Leta 1994 je Slovenska akademija znanosti in umetnosti pripravila Balantičev-Hribovškov simpozij.
Leta 2010 je bil kot klasik sprejet v zbirko Zbrana dela slovenskih pesnikov in pisateljev. Na njegovo poezijo je vplivala slovenska pesniška tradicija (Jenko, Kette in Kocbek), Hoelderlin in Rilke. V pisanju se je navezoval tudi na antično liriko. Njegova zbirka je iz 42 pesmi in dveh prevodov. V prvem delu je zbral pesmi o doživljanju duhovne dimenzije narave, drugi del zbirke je ljubezenski, v tretji del pa je postavil pesmi z eksistencalno tematiko, bivanjsko stisko, povezano z vojno, vprašanjem življenja in smrti. Pesnil je v rimanih štirivrtičnicah, pisal je sonete, uporabljal je tudi svobodno obliko verza. Pesniška zapuščina je shranjena v NUK-u, v Nadškofijskem arhivu v Ljubljani, nekaj pa v privatnih arhivih.